# Comisión de la Verdad (Ecuador)
La Comisión de la Verdad de Ecuador fue una comisión de la verdad creada en el año 2007 durante el gobierno de Rafael Correa para la investigación de los hechos ocurridos durante los años 1984 y 2008, en especial durante el gobierno de León Febres Cordero. Tras las indagaciones de la comisión fue presentada el informe final titulado "Sin verdad no hay justicia".

## Establecimiento
A través del Decreto Ejecutivo 305 se creó la Comisión de la Verdad durante la presidencia de Rafael Correa. El 3 de mayo, en la ciudad de Quito, Correa declaró: "Al crear hoy la Comisión de la Verdad, el gobierno de la Revolución Ciudadana no lo hace para abrir antiguas heridas, lo hace porque jamás cicatrizaron, porque sus llagas jamás fueron curadas, y porque la verdad es el resultado de una lucha inclaudicable que debe revelar y develar encubrimientos obligados, falsos espíritus de cuerpo, órdenes invisibles".

## Objetivos
Los objetivos de la comisión fueron:
- Realizar una investigación profunda e independiente sobre las violaciones de derechos humanos ocurridas entre 1984 y 1988, y otros casos especiales, como el llamado caso Fybeca, así como las causas y circunstancias que las hicieron posibles.
- Solicitar la desclasificación de archivos del Estado que tengan carácter confidencial o de seguridad nacional.
- Promover un reconocimiento a las víctimas de dichas violaciones y diseñar las políticas de reparación.
- Recomendar las reformas legales e institucionales necesarias, así como los mecanismos efectivos para la prevención y sanción de las violaciones de derechos humanos.
- Determinar la existencia de probables indicios de responsabilidades civiles, penales y administrativas para derivarlas a las autoridades pertinentes.